# Ціна повернення
«Ціна повернення» — радянський художній фільм 1983 року, знятий режисером Григорієм Мелік-Авакяном на кіностудії «Вірменфільм».

## Сюжет
Під час німецької окупації Криму розвідник Гайк Майдеросов, виконуючи завдання партизан, влаштовується на роботу в комендатуру Феодосії. Одночасно з цим він рятує і відправляє на «велику землю» одну з найцінніших картин Айвазовського, яка опинилася в руках у німців.

## У ролях
- Ашот Адамян — Гайк (Хуго) (озвучив Сергій Малишевський)
- Вацлав Дворжецький — Костянтин Федорович Богаєвський, художник
- Валентина Якуніна — Марина
- Артем Іноземцев — Поліщук, підпільник (озвучив Вадим Захарченко)
- Володимир Ільїн — Генка «Канделябр»
- Павло Морозенко — Сергій, партизан (озвучив інший актор)
- Юлій Бебриш — Фрідріх Штельман, комендант Феодосії
- Вітаутас Томкус — Отто Крібель (озвучив Артем Карапетян)
- Юозас Кіселюс — Дітріх
- Саулюс Сіпаріс — Карл Зіммер
- В. Петровський — Лавровський, зубний лікар
- Дмитро Писаренко — Микола, підпільник-радист
- Ромуальдас Раманаускас — Румер

## Знімальна група
- Режисер — Григорій Мелік-Авакян
- Сценаристи — Андрій Вердян, Левон Брутян
- Оператор — Артем Мелкумян
- Композитор — Джон Тер-Татевосян
- Художник — Валентин Подпомогов